# Muhammad Raihaan Abd Aziz
Muhammad Raihaan Bin Abd Aziz, né le 11 avril 1988, est un coureur cycliste brunéien, membre de l'équipe Brunei Continental. Son frère Muhammad I'maadi est également cycliste.

## Biographie
En 2010, Muhammad Raihaan Abd Aziz est sacré double champion de Brunei, de la course en ligne et du contre-la-montre. En 2011, il conserve son titre national en ligne. Au mois de septembre, il se classe 9e et 10e d'étapes sur la première édition du Tour de Brunei.
En 2012, il rejoint la première équipe continentale brunéienne de l'histoire : CCN Cycling Team, en compagnie de son frère Muhammad I'maadi et de plusieurs autres compatriotes. En Malaisie, il termine notamment septième d'une étape et vingtième du Jelajah Malaysia. 
En 2013, lui et son frère signent avec l'équipe japonaise Positiviti Peugeot. Au mois de mai, il termine troisième du championnat de Brunei sur route, puis obtient une médaillé de bronze aux épreuves "tests" des Jeux d'Asie du Sud-Est, dans la course en ligne. En octobre, il réintègre l'effectif de l'équipe CCN.
En début d'année 2014, il écope d'une suspension de deux ans par sa fédération pour dopage aux stéroïdes anabolisants,.

## Palmarès
- 2008
  - 2e du Pesta Sukan Kebangsaan
- 2010
  -  Champion de Brunei sur route
  -  Champion de Brunei du contre-la-montre
- 2011
  -  Champion de Brunei sur route
  - Brunei Race 2
  - 3e de la Pehin Yahya Cycling Race
- 2012
  - 2e du Kementerian Sports Festival
- 2013
  - 3e du championnat de Brunei sur route